# دریاچه وارش
دریاچه وارش (روسی: озеро Варш) یک دریاچه در استان آرخانگلسک کشور روسیه است.